# 조니 그린우드
조니 그린우드(Jonny Greenwood, 본명 : Jonathan Richard Guy Greenwood  보관됨 2009-04-23 - 웨이백 머신, 1971년 11월 5일 -)는 영국의 얼터너티브 록 밴드 라디오헤드의 멤버로 가장 잘 알려져 있으며, BAFTA와 그래미 상에 후보에 오르기도 한 적이 있고, BBC에서 전속으로 고용한 작곡가이기도 하다. 그는 멀티연주가이며, 주로 기타와 키보드를 연주한다. 그는 같은 라디오헤드의 멤버인 콜린 그린우드의 동생이기도 하다. 기타와 키보드를 연주하면서 그는 또한 비올라, 실로폰, 글로켄슈필, 옹드 마르트노, 밴조, 하모니카, 그리고 드럼 등을 담당한다. 또한 그는 라디오헤드의 기계쪽을 담당하는데, 전자 사운드와 샘플링을 작업한다. 그는 롤링 스톤에서 뽑은 '100 Greatest Guitarists of All Time'에 60위로 랭크되기도 했다. 보관됨 2006-11-25 - 웨이백 머신 또, '롤링 스톤이 뽑은 가장 과소평가되고 있는 25명의 기타리스트' 에서는 10위에 랭크 되었다. 라디오헤드에서 했던 그의 작업에 대해 말한다면, Channel 4는 그를 "음악업의 주목할만한 독창력"이라 설명하기도 했다.

## 유년기
조니 그린우드는 1971년 11월 5일, 영국의 옥스포드에서 태어났다. 그의 형제인 라디오헤드의 베이시스트 콜린 그린우드는 2살 연상이다. 그의 부친은 군대에서 폭탄 처리 전문가로 복무했다. 그가 어렸을 때, 그린우드의 가족은 차 안에서 모차르트의 호른 협주곡, 뮤지컬 Flower Drum Song, My Fair Lady, Simon and Garfunkel 커버 버전 등의 적은 수의 카세트를 듣곤 했다. 카세트가 재생되지 않으면 그린우드는 엔진의 소음을 듣고 음악의 모든 디테일을 기억해보려고 노력했다. 그는 사촌형제들로 인해 Beat와 New Order와 같은 록밴드를 접하게 되었다고 인정했다. 그가 처음 보러 간 공연은 Fall의 1988년 Frenz Experiment 투어였는데, 그는 "압도되었다."
그린우드가 첫 번째로 접한 악기는 그가 4~5살일 때 받은 리코더이다. 그는 악기를 진지하게 받아들여 성인이 될 때까지 연주했고, 10대 시절에는 리코더 그룹에서 바로크 음악을 연주했다. 그는 비올라도 배웠는데, Thames Vale 청소년 오케스트라에 입단했을 때의 경험을 형성적이라고 묘사했다. "나는 학교 오케스트라의 단원이었고, 중요한 것을 본 적이 없었다. 하지만 Thames Vale에서는 갑자기 실제로 곡조를 연주할 수 있는 18살의 아이들과 함께 하게 되었다. 나는 이렇게 생각했던 걸 기억한다. '아, 오케스트라는 저런 소리가 났어야 됐구나!'" 그린우드는 어렸을 적에 컴퓨터 프로그래밍을 하며 시간을 보냈고, BASIC과 간단한 기계어를 시도해보면서 쓸데없는 컴퓨터 게임을 만들기도 했다. 그린우드에 따르면 "컴퓨터의 기본 뼈대에 가까워질수록 나는 더 흥미진진했다."
그린우드 형제는 남자 사립학교 애빙턴 학교에 입학했고, 그곳에서 보컬 톰 요크, 기타리스트 에드 오브라이언, 드러머 필 셀웨이와 함께 밴드 On a Friday를 결성했다. 그 전에 조니는 Matt Hawksworth, Simon Newton, Ben Kendrick, Nigel Powell, 톰 요크의 형제 Andy Yorke와 밴드 Illiterate Hands의 멤버였다. On a Friday의 가장 어린 멤버인 그린우드는 요크와 콜린의 2살 연하이고 마지막으로 밴드에 가입했다. 그는 처음에는 하모니카와 키보드를 연주했지만 곧 리드 기타리스트가 되었다. 그린우드는 A Level(영국의 컬리지 혹은 6년 졸업 과정)에서 음악을 공부했다.

## 커리어

### 라디오헤드

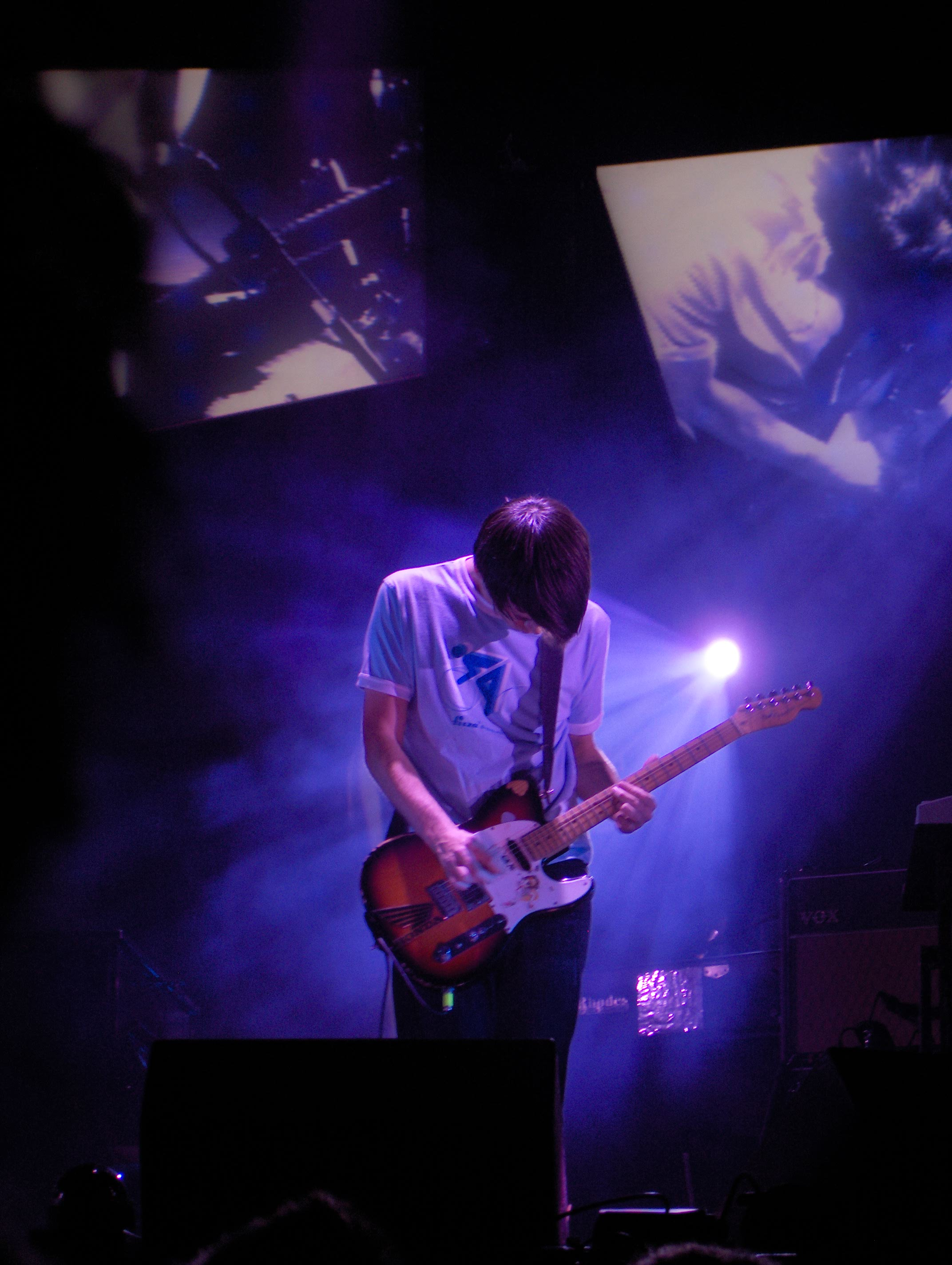
2006년 라디오헤드와 공연 중인 그린우드

1991년 그린우드가 옥스포드 폴리테크닉에서 음악과 심리학 학위를 취득한 지 3주 만에 On a Friday는 EMI와 레코딩 계약을 맺었다. 그는 대학을 중퇴했고 On a Friday는 밴드명을 라디오헤드로 바꿨다. 라디오헤드는 1992년 싱글 "Creep"으로 일찍이 성공을 거두었다. 롤링 스톤에 따르면 "라디오헤드를 그저 그런 침울한 밴드 이상으로 두드러지게 만든 것은 그린우드의 갈리는 노이즈 폭발이었다. 밴드를 앞으로 밀고 나가는 데 있어 초반에 그의 결정적인 역할을 보여준 지표였다." 그린우드는 라디오헤드에서 처음으로 두 번째 앨범 The Bends (1995)에 수록된 "My Iron Lung"의 브릿지의 현악 파트를 썼다. 라디오헤드의 세 번째 앨범 Ok Computer (1997)에서는 "Paranoid Android"와 같은 곡들에 리드 기타 작업을 선보였다. 그린우드는 "Climbing Up the Walls" 트랙을 위해 폴란드 작곡가 크시슈토프 펜데레츠키에게서 영감을 받아 사분음을 연주하는 16개의 현악기 파트를 썼다.
라디오헤드의 4집과 5집 앨범인 Kid A (2000)와 Amnesiac (2001)은 동시에 녹음되었으며 일렉트로니카, 클래식 음악, 재즈, 크라우트록의 영향을 통합하여 극적인 사운드 변화를 나타냈다. 그린우드는 모듈러 신시사이저를 사용하여 "Idioteque"의 드럼 머신 리듬을 만들고 테레민과 비슷한 초기 신시사이저인 옹드 마르트노를 연주했다. 그는 옹드 마르트노 연주를 다중 녹음하여 "How to Disappear Completely" 트랙의 현악 파트를 편곡했다. 오랜 라디오헤드의 프로듀서 나이젤 고드리치에 따르면, 오케스트라 연주자들이 그린우드의 악보를 봤을 때 "그들은 그린우드가 써낸 것을 할 수 없었기 때문에, 그것이 불가능했기 때문에 그저 키득거리기 시작했다." 오케스트라의 악장인 존 러벅은 연주자들이 그린우드의 "순진한" 아이디어를 실험하고 작업하도록 격려했다.
2005년 에테르 페스티벌에서 그린우드와 요크는 런던 신포니에타 오케스트라, 나사렛의 아랍 오케스트라와 "Arpeggi"를 공연했다. 이 곡은 라디오헤드의 7집 In Rainbows (2007)에서 "Weird Fishe/Arpeggi"라는 제목으로 다르게 편곡되어 발매되었다. 라디오헤드의 8집 The King of Limbs (2011)는 그린우드가 만든 샘플러 소프트웨어를 사용하여 녹음되었다. 2016년 5월에 발매된 A Moon Shaped Pool은 그린우드가 편곡하고 런던 컨템포러리 오케스트라가 연주한 현악기와 합창 보컬이 삽입되었다.
라디오헤드는 2011년까지 전세계적으로 3천만 장 이상의 앨범을 판매했다. 또한 2019년 3월에 로큰롤 명예의 전당에 입성했다.

### 솔로
2003년 그린우드는 같은 이름의 다큐멘터리의 사운드트랙인 첫 솔로 작품 Bodysong을 발매했다. 이 사운드트랙은 기타, 재즈, 클래식 음악을 통합했다. 2004년 3월 그린우드의 첫 번째 오케스트라 작업 Smear는 런던 신포니에타에 의해 처음 공연되었다. 5월에는 BBC 콘서트 오케스트라의 전속 작곡가로 임명되었다. 그는 2006년 BBC 브리티시 컴포저 어워드에서 라디오 3 청취자 상을 수상한 "Popcorn Superhet Receiver" (2005)를 썼다. 이 작품은 펜데레츠키의 히로시마 희생자에게 바치는 애가 (1960)의 라디오 정전기, 정교함, 불협화음 톤 클러스터에 영감받았다. 그린우드는 비올라에 개별적인 음을 녹음한 다음 프로 툴스로 조작하고 오버더빙하여 작품을 완성했다. 그는 상금의 일환으로 PRS 재단에게 새 오케스트라 작업에 대한 수수료로 10,000 파운드를 받았다
그린우드는 폴 토머스 앤더슨 감독의 2007년 영화 There Will Be Blood의 음악을 작곡했다. 이 사운드트랙은 2007년 이브닝 스탠다드 브리티쉬 필름 어워드에서 크리틱스 초이스 어워드와 베스트 영화음악상 트로피를 수상했다. 사운드트랙에 이전 작품인 "Popcorn Superhet Receiver"의 인용이 포함되어있었기 때문에 아카데미 상 후보 지명으로 부적격했다. 롤링 스톤은 There Will Be Blood를 10년 동안의 최고의 영화로 선정했고 이 음악을 "영화 음악의 가능성을 재창조한 음파의 폭발"이라고 묘사했다. 2016년에 영화 작곡가 한스 짐머는 이 음악이 지난 10년 간 가장 "최고의 평가를 받은" 음악이며 "무서울 정도로, 미친 듯이 아름답다"고 묘사했다.
그린우드는 2007년 3월 Trojan Records가 발매한 레게 트랙의 편집 앨범 Jonny Greenwood Is the Controller를 기획했다. 이 앨범은 거의 리 스크래치 페리, 조 깁스, 린벌 톰슨을 포함한 아티스트의 70년대 루트 레게와 덥 트랙을 제공한다. 제목은 톰슨의 트랙 "Dread Are the Controller"를 참고했다. 2008년에 그린우드는 아담 벅스턴의 스케치쇼 파일럿 MeeBox의 타이틀 곡을 썼다. 2010년 2월에는 BBC의 Maida Vale Studios에서 새 곡 "Doghouse"를 첫 공개했다. 그린우드는 라디오헤드와 투어하는 중에 호텔과 탈의실에서 이 작품을 썼다. 그는 "Doghouse"를 일본 영화 노르웨이의 숲의 음악으로 확장하여 몇 년 뒤에 발매했다.
2011년에 그린우드는 린 램지 감독의 영화 케빈에 대하여의 음악을 와이어로 만들어진 하프를 포함한 악기들을 사용하여 작곡했다. 2012년에 그는 앤더슨과 다시 작업하여 마스터의 음악을 작곡했다. 2012년 3월 13일 그린우드와 그에게 큰 영향을 미친 폴란드 작곡가 크시슈토프 펜데레츠키는 펜데레츠키의 1960년대 작품 다형성, 히로시마 희생자에게 바치는 애가, 그린우드의 "Popcorn Superhet Receiver", 그린우드의 새 작품 "다형성에 대한 48개의 답가"으로 구성된 앨범을 발매했다. 2012년에 그린우드는 시드니의 호주 챔버 오케스트라와 3개월간 거주하며  새 작품 "Water"를 작곡했다. 2013년에 그린우드, 요크, 그 밖의 아티스트들은 영국의 절세에 관한 다큐멘터리 The UK Gold에 음악을 기고했다. 이 사운드트랙은 2015년 2월 온라인 오디오 플랫폼 사운드클라우드를 통해 무료로 발매되었다.
그린우드는 앤더슨과 다시 작업하여 영화 인히어런트 바이스 (2014)의 사운드트랙을 작곡했다. 이 사운드트랙은 미발매 라디오헤드 곡 "Spooks"를 그린우드와 슈퍼그래스의 두 멤버가 공연한 새로운 버전으로 구성된다. 2014년 그린우드는 런던 컨템포러리 오케스트라와 함께 새로운 작품들을 비롯하여 그의 사운드트랙 중 몇 개의 곡을 선발해 공연했다. 2017년에 그린우드는 앤더슨의 또 다른 영화 팬텀 스레드의 음악을 작곡했다. 이 사운드트랙은 아카데미 음악상 후보에 올랐으며 그는 여섯 번째 아이버 노벨로상을 수상했다. 같은 해에 그는 램지와 다시 협업하여  영화 너는 여기에 없었다의 음악을 작곡했다. 2019년 영국의 음악 축제 프롬스에서 그린우드는 바이올린 솔로와 68개의 현악기를 사용하여 그의 작품 "Horror vacui"를 첫 공연했다. 그 해 9월 그린우드는 솔로 연주자나 소규모 그룹의 현대 클래식 음악을 발매하기 위해 음반사 Octatonic 레코드를 런칭했다. 그가 영화 작곡가로서 만나왔던 "훌륭한 뮤지션"을 포착하기 위해 음반사를 런칭했다고 언급했다.

## 음악적 재능
그린우드는 멀티플레이어이며 기타, 피아노, 신시사이저, 비올라, 글로켄슈필, 하모니카, 리코더, 오르간, 밴조를 포함한 여러 악기를 연주한다. 2014년에 그는 "나는 항상 새로운 악기 연주를 시도하는 것이 정말 행복하고 솔직히 라디오헤드와 함께 기타를 연주하는 것만큼 글로켄슈필을 연주하는 것이 즐겁다. 나는 내가 연주할 줄 모르는 악기와 고군분투하는 것이 재밌다."고 말했다.

### 기타
그린우드는 오랫동안 레이스 센서 픽업이 장착된 펜더 텔레캐스터 플러스를 사용해왔다. 그가 쓰는 다른 기타로는 70년대 중반에 제작된 모델 펜더 스타캐스터와 깁슨 레스폴이 있다. 그는 기타가 "찬양하거나 숭배할"만한 것으로서 평가받는 것을 싫어하며 타자기나 진공청소기와 같은 도구로 본다고 말했다. 그는 공격적인 연주 방식으로 유명하다. 1990년대에는 반복사용긴장성손상증후군으로 인해 오른팔에 버팀대를 착용해야만 했다. 그는 "복싱 경기 전에 손가락에 테이핑하는 것"으로 비유했다. 그는 종종 이펙트 페달을 사용하고 때로는 바이올린 활로 기타를 연주한다.
2010년 NME는 그린우드를 가장 위대한 살아있는 기타리스트 중 하나로 선정했으며 그는 3만 명이 넘는 BBC 라디오 6 뮤직 청취자를 대상으로 한 투표에서 역사상 7번째로 위대한 기타리스트로 선정되었다. 2011년 롤링 스톤은 그를 역사상 48번째로 위대한 기타리스트로 선정했고 2012년 스핀은 29위로 선정했다. 2008년 그린우드의 "Paranoid Android" 기타 솔로는 기타 월드에서 34번째 최고의 기타 솔로로 선정되었다. 그의 "Paranoid Android", "Just", "The Bends"의 기타 솔로는 NME의 2012년 최고의 기타 솔로 목록에 등재되었다.

### 옹드 마르트노
그린우드는 옹드 마르트노의 탁월한 연주자로, 이 악기는 와이어를 따라 링을 움직여서 연주하는 초기 전자 악기이며 테레민과 비슷한 소리를 낸다. 그린우드는 올리비에 메시앙의 튀랑갈릴라 교향곡을 듣고 15세에 옹드 마르트노에 관심을 갖게 되었다. 그는 노래할 수 없기 때문에 이 악기에 어느 정도 끌렸다고 말했다. "나는 항상 노래하는 것처럼 악기를 연주할 수 있길 원했지만 그보다 더 노래와 비슷한 것이 없었다." 이 악기는 "How to Disappear Completely" (Kid A), "Where I End and You Begin" (Hail to the Thief) 등의 트랙에서 사용된다. 1988년 옹드 마르트노의 생산이 중단됨에 따라 그린우드는 원본 모델을 손상시킬 것을 우려하여 2001년에 라디오헤드 투어에 사용할 복제품을 만들어서 보유하고 있다.

### 그 외 악기
그린우드는 모듈러 신시사이저로 "Idioteque" (Kid A)의 리듬을 만들고 폴 랭스키의 컴퓨터 음악 작품에서 이 곡의 4코드 신시사이저 구절을 샘플링했다. 그는 카오스패드로 "Everything in its Right Place" 공연 도중에 요크의 보컬을 조작한다.
2014년에 그린우드는 인도의 악기, 특히 탄푸라에 그가 느낀 매력에 대해 썼다. "이 악기들은 가수를 보조하는 용도의 단조로운 지속저음일 뿐이지만 사실은 떠다니는 배음 위에 층을 두고 굉장히 복잡한 소리의 벽을 만들어내는 악기이다. 나는 전자 음악을 포함해서 그러한 소리를 만들어내는 다른 방법이 생각나지 않았기 때문에 내 음악에 이 악기들 중 일부를 사용하기 시작했다."
그는 예술과 무관한 물건을 사용하여 예술 작품을 만드는 것을 이르는 말인 파운드 오브젝트를 이용하여 사운드를 만들어낸다. 이의 일환으로 "Climbing Up the Walls" (Ok Computer)와 "The National Anthem" (Kid A)에서 텔레비전과 트랜지스터 라디오를 이용하여 연주했다.

### 소프트웨어
그린우드는 라디오헤드의 프로듀서 나이젤 고드리치의 제안으로 음악 프로그래밍 언어 맥스를 사용하기 시작했다. 그는 "나는 컴퓨터와 다시 제대로 연결되어야 했다. 나는 딜레이, 리버브, 시퀀서가 무엇을 해야 하는지 혹은 어떻게 들려야 하는지에 대해 다른 사람의 아이디어를 사용할 필요가 없었다. 나는 밑바닥부터 시작해서 사운드와 수학의 관점에서 생각할 수 있었다. 마치 난간에서 내려오는 것 같았다."고 말했다. 그린우드의 맥스 사용 예시로는 A Moon Shaped Pool의 트랙 "Glass Eyes"의 가공된 피아노와 2003년 싱글 "Go To Sleep"과 같은 트랙에서의 그린우드 특유의 "더듬거리는 듯한" 기타 이펙트 등이 있다. 그는 맥스로 라디오헤드의 8집 The King of Limbs에 사용된 샘플링 소프트웨어를 써내기도 했다.

### 작곡
Error: 인용을 위한 텍스트가 제공되지 않음(또는 실제 인수에 사용된 기호와 이름 없는 매개변수)

그린우드가 작곡에 기여한 라디오헤드의 주요 곡으로는 The Bends (1995)의 "Just" (요크가 "나와 조니가 누가 더 곡에 들어갈 코드를 많이 만드는 지에 대한 경쟁"이라고 묘사한), "My Iron Lung" (요크와 그린우드의 공동 작곡)과 OK Computer (1997)의 "The Tourist", "rain down", "Paranoid Android"의 브릿지와 Kid A (2000)의 "Kid A"의 보컬 멜로디와 Hail To The Thief (2003)의 "A Wolf At The Door"의 기타 멜로디 등이 있다. "A Wolf At The Door"의 기타의 "감미로운" 느낌은 요크가 곡의 "화난" 가사를 부르도록 영감을 주었다. 뉴욕 타임스는 그린우드를 "톰 요크의 추상적인 아이디어를 가져와서 현실 세계에서 그 아이디어를 실행하는 데 필요한 도구를 마스터할 수 있는 사람"이라고 묘사했다. 그린우드는 자신의 역할을 편곡자라고 설명한다. 
지금은 기타 파트를 해낼 수 있을까 하는 문제가 아니라, 그것보다는 ... 이 노래에 가장 도움이 되는 것은 무엇인가? 우리가 어떻게 이 좋은 노래를 망치지 않을 수 있을까? 문제는 톰이 피아노 앞에 앉아서 "Pyramid Song"같은 곡을 연주할 것이고, 우리는 그것을 녹음할 것이고, 우리가 어떻게 그것을 더 악화시키지 않을 것인가, 우리가 어떻게 요크가 혼자서 연주하는 것보다 그것을 더 낫게 만들 것인가 하는 것이다. 그리고 그것은 이미 꽤 훌륭하다. 
그린우드는 자신의 영화 사운드트랙에서 영화 줄거리의 배경과 동시대의 악기를 사용하고자 한다. 예를 들어 그는 1960년대 일본의 나일론 현으로 만들어진 클래식 기타를 사용하여 노르웨이의 숲 사운드트랙을 녹음했다. 그는 당시의 가정용 녹음 장비로 녹음하여 영화의 등장인물 중 한 명이 만들었을지도 모르는 음반을 만들어내려고 시도했다. 그의 작곡 대부분은 미분음음악이다.

## 작업

### 라디오헤드
라디오헤드의 녹음과 작곡에 그린우드가 미친 영향력은 그가 리드기타 역할을 맡듯이 여러 곡에서 느껴진다. 잠깐 동안 그는 팔의 부상으로 인해 자주 손목 보호대를 했었는데, 주로 "사나운 기타"라고 불리는 그의 과격한 연주방법 때문이었다. 그는 아직도 자주 그 손목보호대를 착용한다. 그는 그것에 대해 "이것은 복싱경기 전에 손가락에 붕대를 감는 것과 같다"라고 설명한 적이 있다.
그린우드는 자주 라디오헤드의 작곡에 톰 요크 다음으로 두 번째로 영향을 준다. 그는 OK Computer의 마지막 트랙인 "The Tourist"와 Hail to the Thief의 "A Wolf at the Door"를 작곡했다. 그는 또 "Subterranean Homesick Alien"의 시작과 끝 부분을 작곡하기도 했다. 요크의 말에 따르면 The Bends의 "Just"는 "이건 조니와 나의 누가 가능한한 더 많은 코드를 만드느냐 하는 시합이었다"고 설명한다. 조니 그린우드의 다양한 악기 사용의 예는 Kid A의 "The National Anthem"과 "How to Disappear Completely", Amnesiac의 "Pyramid Song"의 옹드 마르트노 피쳐링이 있다. Hail to the Thief의 "Where I End and You Begin" 또한 옹드의 선구자인 Jeanne Loriod의 기억으로 인해 그 악기들로 피쳐링된 것이다. 또한 이것은 In Rainbows의 "Bodysnatchers"에도 피쳐링 되기도 했다.
그린우드와 요크는 "Arpeggi"의 클래시컬한 스타일 중 부분의 목소리 화음 작업에 공동으로 참여했다. 이것은 2005년 3월, Ether Festival에서 London Sinfonietta 와 Arab Orchestra of Nazareth와 함께 연주되었다. 이 노래는 2006년 풀 밴드 버전으로 편곡되어 기타로 다시 정리되었다. 스튜디오 버전(오케스트라 버전보다는 풀 밴드 버전)으로는 In Rainbows의 "Weird Fishes/Arpeggi"로 발매되었다.

## 사생활
1995년 조니는 그의 싱글 앨범인 Bodysong과 There Will Be Blood Sountrack의 커버를 작업한 이스라엘 출신 비주얼 아티스트인 Sharona Katan과 결혼을 했다. 그들은 2002년 첫째 아들인 Tamir를 낳았으며 그는 라디오헤드의 2003년 앨범인 Hail to the Thief를 그에게 바쳤다. 그들은 또한 2005년에 딸 Omri를 낳았으며 두 번째 아들인 Zohar를 2008년 2월에 낳았다.
조니 그린우드는 적녹 색맹이다.